# سانگر (کالیفرنیا)
سانگر (به انگلیسی: Sanger) شهری در شهرستان فرسنو ایالت کالیفرنیا است که در سرشماری سال ۲۰۱۰ میلادی، ۲۴۲۷۰ نفر جمعیت داشته‌است.